# Europese kampioenschappen beachvolleybal 2017 (vrouwen)
Het vrouwentoernooi van de Europese kampioenschappen beachvolleybal 2017 in Jūrmala vond plaats van 16 tot en met 20 augustus. Het Duitse duo Nadja Glenzke en Julia Großner won de Europese titel door de Tsjechen Kristýna Kolocová en Michala Kvapilová in de finale te verslaan. Het brons ging naar het Duitse duo Chantal Laboureur en Julia Sude dat in de troostfinale te sterk was voor Kinga Kołosińska en Jagoda Gruszczyńska uit Polen.

## Groepsfase
|  | Direct naar laatste 16 |
|  | Naar tussenronde       |

### Groep A
| # | Ploeg                | Punten | Wedstrijden | Wedstrijden | Spelpunten | Spelpunten | Spelpunten | Sets | Sets | Sets  |
| # | Ploeg                | Punten | W           | V           | W          | V          | Ratio      | W    | V    | Ratio |
| - | -------------------- | ------ | ----------- | ----------- | ---------- | ---------- | ---------- | ---- | ---- | ----- |
| 1 | Laboureur / Sude     | 6      | 3           | 0           | 126        | 75         | 1,680      | 6    | 0    | MAX   |
| 2 | Elsa / Soria         | 5      | 2           | 1           | 110        | 92         | 1,196      | 4    | 2    | 2,000 |
| 3 | Driessen / Meertens  | 4      | 1           | 2           | 85         | 122        | 0,697      | 2    | 4    | 0,500 |
| 4 | Sinisalo / Ahtiainen | 3      | 0           | 3           | 95         | 127        | 0,748      | 0    | 6    | 0,000 |

| Datum       |                      | Score |                      | Set 1   | Set 2   | Set 3 |
| ----------- | -------------------- | ----- | -------------------- | ------- | ------- | ----- |
| 16 augustus | Laboureur / Sude     | 2 – 0 | Driessen / Meertens  | 21 – 13 | 21 – 7  |       |
| 16 augustus | Sinisalo / Ahtiainen | 0 – 2 | Elsa / Soria         | 15 – 21 | 13 – 21 |       |
| 17 augustus | Laboureur / Sude     | 2 – 0 | Elsa / Soria         | 21 – 9  | 21 – 17 |       |
| 17 augustus | Sinisalo / Ahtiainen | 0 – 2 | Driessen / Meertens  | 20 – 22 | 18 – 21 |       |
| 17 augustus | Laboureur / Sude     | 2 – 0 | Sinisalo / Ahtiainen | 21 – 14 | 21 – 15 |       |
| 17 augustus | Elsa / Soria         | 2 – 0 | Driessen / Meertens  | 21 – 11 | 21 – 11 |       |

### Groep B
| # | Ploeg                  | Punten | Wedstrijden | Wedstrijden | Spelpunten | Spelpunten | Spelpunten | Sets | Sets | Sets  |
| # | Ploeg                  | Punten | W           | V           | W          | V          | Ratio      | W    | V    | Ratio |
| - | ---------------------- | ------ | ----------- | ----------- | ---------- | ---------- | ---------- | ---- | ---- | ----- |
| 1 | Borger / Kozuch        | 6      | 3           | 0           | 143        | 125        | 1,144      | 6    | 1    | 6,000 |
| 2 | Meppelink / van Gestel | 5      | 2           | 1           | 142        | 116        | 1,224      | 5    | 2    | 2,500 |
| 3 | Machno / Machno        | 4      | 1           | 2           | 111        | 125        | 0,888      | 2    | 4    | 0,500 |
| 4 | Lehtonen / Tuominen    | 3      | 0           | 3           | 100        | 130        | 0,769      | 0    | 6    | 0,000 |

| Datum       |                        | Score |                        | Set 1   | Set 2   | Set 3   |
| ----------- | ---------------------- | ----- | ---------------------- | ------- | ------- | ------- |
| 16 augustus | Borger / Kozuch        | 2 – 0 | Machno / Machno        | 22 – 20 | 21 – 16 |         |
| 16 augustus | Meppelink / van Gestel | 2 – 0 | Lehtonen / Tuominen    | 21 – 17 | 21 – 12 |         |
| 17 augustus | Borger / Kozuch        | 2 – 0 | Lehtonen / Tuominen    | 21 – 14 | 21 – 17 |         |
| 17 augustus | Meppelink / van Gestel | 2 – 0 | Machno / Machno        | 21 – 15 | 21 – 14 |         |
| 17 augustus | Borger / Kozuch        | 2 – 1 | Meppelink / van Gestel | 21 – 18 | 16 – 21 | 21 – 19 |
| 17 augustus | Lehtonen / Tuominen    | 0 – 2 | Machno / Machno        | 23 – 25 | 17 – 21 |         |

### Groep C
| # | Ploeg                  | Punten | Wedstrijden | Wedstrijden | Spelpunten | Spelpunten | Spelpunten | Sets | Sets | Sets  |
| # | Ploeg                  | Punten | W           | V           | W          | V          | Ratio      | W    | V    | Ratio |
| - | ---------------------- | ------ | ----------- | ----------- | ---------- | ---------- | ---------- | ---- | ---- | ----- |
| 1 | Heidrich / Vergé-Dépré | 6      | 3           | 0           | 153        | 132        | 1,159      | 6    | 2    | 3,000 |
| 2 | Sinnema / Stubbe       | 4      | 1           | 2           | 144        | 135        | 1,067      | 4    | 4    | 1,000 |
| 3 | Abalakina / Dabizja    | 4      | 1           | 2           | 113        | 120        | 0,942      | 2    | 4    | 0,500 |
| 4 | Kjølberg / Hjortland   | 4      | 1           | 2           | 125        | 148        | 0,845      | 3    | 5    | 0,600 |

| Datum       |                        | Score |                      | Set 1   | Set 2   | Set 3   |
| ----------- | ---------------------- | ----- | -------------------- | ------- | ------- | ------- |
| 16 augustus | Heidrich / Vergé-Dépré | 2 – 0 | Abalakina / Dabizja  | 25 – 23 | 21 – 17 |         |
| 16 augustus | Sinnema / Stubbe       | 1 – 2 | Kjølberg / Hjortland | 21 – 10 | 17 – 21 | 16 – 18 |
| 17 augustus | Heidrich / Vergé-Dépré | 2 – 1 | Kjølberg / Hjortland | 16 – 21 | 21 – 16 | 15 – 7  |
| 17 augustus | Sinnema / Stubbe       | 2 – 0 | Abalakina / Dabizja  | 21 – 16 | 21 – 15 |         |
| 17 augustus | Heidrich / Vergé-Dépré | 2 – 1 | Sinnema / Stubbe     | 21 – 17 | 19 – 21 | 15 – 10 |
| 17 augustus | Kjølberg / Hjortland   | 0 – 2 | Abalakina / Dabizja  | 16 – 21 | 16 – 21 |         |

### Groep D
| # | Ploeg                      | Punten | Wedstrijden | Wedstrijden | Spelpunten | Spelpunten | Spelpunten | Sets | Sets | Sets  |
| # | Ploeg                      | Punten | W           | V           | W          | V          | Ratio      | W    | V    | Ratio |
| - | -------------------------- | ------ | ----------- | ----------- | ---------- | ---------- | ---------- | ---- | ---- | ----- |
| 1 | Schwaiger / Schützenhöfer  | 6      | 3           | 0           | 143        | 122        | 1,172      | 6    | 1    | 6,000 |
| 2 | Betschart / Hüberli        | 5      | 2           | 1           | 115        | 93         | 1,237      | 4    | 2    | 2,000 |
| 3 | Dumbauskaitė / Povilaitytė | 4      | 1           | 2           | 127        | 134        | 0,948      | 3    | 4    | 0,750 |
| 4 | Lece / Ozolina             | 3      | 0           | 3           | 95         | 131        | 0,725      | 0    | 6    | 0,000 |

| Datum       |                            | Score |                            | Set 1   | Set 2   | Set 3   |
| ----------- | -------------------------- | ----- | -------------------------- | ------- | ------- | ------- |
| 16 augustus | Betschart / Hüberli        | 2 – 0 | Lece / Ozolina             | 21 – 10 | 21 – 12 |         |
| 16 augustus | Schwaiger / Schützenhöfer  | 2 – 1 | Dumbauskaitė / Povilaitytė | 19 – 21 | 21 – 19 | 16 – 14 |
| 17 augustus | Betschart / Hüberli        | 2 – 0 | Dumbauskaitė / Povilaitytė | 21 – 12 | 21 – 17 |         |
| 17 augustus | Schwaiger / Schützenhöfer  | 2 – 0 | Lece / Ozolina             | 21 – 15 | 24 – 22 |         |
| 17 augustus | Betschart / Hüberli        | 0 – 2 | Schwaiger / Schützenhöfer  | 17 – 21 | 14 – 21 |         |
| 17 augustus | Dumbauskaitė / Povilaitytė | 2 – 0 | Lece / Ozolina             | 23 – 21 | 21 – 15 |         |

### Groep E
| # | Ploeg                  | Punten | Wedstrijden | Wedstrijden | Spelpunten | Spelpunten | Spelpunten | Sets | Sets | Sets  |
| # | Ploeg                  | Punten | W           | V           | W          | V          | Ratio      | W    | V    | Ratio |
| - | ---------------------- | ------ | ----------- | ----------- | ---------- | ---------- | ---------- | ---- | ---- | ----- |
| 1 | Kolocová / Kvapilová   | 5      | 2           | 1           | 118        | 94         | 1,255      | 4    | 2    | 2,000 |
| 2 | Birlova / Makrogoezova | 5      | 2           | 1           | 133        | 118        | 1,127      | 5    | 2    | 2,500 |
| 3 | Lunde / Ulveseth       | 5      | 2           | 1           | 128        | 143        | 0,895      | 4    | 4    | 1,000 |
| 4 | Caica / Liepinlauska   | 3      | 0           | 3           | 112        | 136        | 0,824      | 1    | 6    | 0,167 |

| Datum       |                        | Score |                        | Set 1   | Set 2   | Set 3   |
| ----------- | ---------------------- | ----- | ---------------------- | ------- | ------- | ------- |
| 16 augustus | Kolocová / Kvapilová   | 2 – 0 | Caica / Liepinlauska   | 21 – 15 | 21 – 14 |         |
| 16 augustus | Birlova / Makrogoezova | 1 – 2 | Lunde / Ulveseth       | 21 – 17 | 15 – 21 | 13 – 15 |
| 17 augustus | Kolocová / Kvapilová   | 2 – 0 | Lunde / Ulveseth       | 21 – 13 | 21 – 10 |         |
| 17 augustus | Birlova / Makrogoezova | 2 – 0 | Caica / Liepinlauska   | 21 – 12 | 21 – 19 |         |
| 17 augustus | Kolocová / Kvapilová   | 0 – 2 | Birlova / Makrogoezova | 15 – 21 | 19 – 21 |         |
| 17 augustus | Lunde / Ulveseth       | 2 – 1 | Caica / Liepinlauska   | 21 – 19 | 16 – 21 | 15 – 12 |

### Groep F
| # | Ploeg                 | Punten | Wedstrijden | Wedstrijden | Spelpunten | Spelpunten | Spelpunten | Sets | Sets | Sets  |
| # | Ploeg                 | Punten | W           | V           | W          | V          | Ratio      | W    | V    | Ratio |
| - | --------------------- | ------ | ----------- | ----------- | ---------- | ---------- | ---------- | ---- | ---- | ----- |
| 1 | Sjirjajeva / Syrtseva | 5      | 2           | 1           | 155        | 144        | 1,076      | 5    | 3    | 1,667 |
| 2 | Bieneck / Schneider   | 5      | 2           | 1           | 151        | 143        | 1,056      | 5    | 3    | 1,667 |
| 3 | Davidova / Sjypkova   | 5      | 2           | 1           | 150        | 156        | 0,962      | 5    | 4    | 1,250 |
| 4 | Jursone / Auzina      | 3      | 0           | 3           | 122        | 135        | 0,904      | 1    | 6    | 0,167 |

| Datum       |                       | Score |                       | Set 1   | Set 2   | Set 3   |
| ----------- | --------------------- | ----- | --------------------- | ------- | ------- | ------- |
| 16 augustus | Bieneck / Schneider   | 2 – 0 | Jursone / Auzina      | 21 – 14 | 21 – 19 |         |
| 16 augustus | Davidova / Sjypkova   | 1 – 2 | Sjirjajeva / Syrtseva | 21 – 18 | 14 – 21 | 13 – 15 |
| 17 augustus | Bieneck / Schneider   | 2 – 1 | Sjirjajeva / Syrtseva | 25 – 27 | 21 – 19 | 15 – 12 |
| 17 augustus | Davidova / Sjypkova   | 2 – 1 | Jursone / Auzina      | 21 – 19 | 13 – 21 | 16 – 14 |
| 17 augustus | Bieneck / Schneider   | 1 – 2 | Davidova / Sjypkova   | 17 – 21 | 21 – 16 | 10 – 15 |
| 17 augustus | Sjirjajeva / Syrtseva | 2 – 0 | Jursone / Auzina      | 21 – 15 | 22 – 20 |         |

### Groep G
| # | Ploeg                | Punten | Wedstrijden | Wedstrijden | Spelpunten | Spelpunten | Spelpunten | Sets | Sets | Sets  |
| # | Ploeg                | Punten | W           | V           | W          | V          | Ratio      | W    | V    | Ratio |
| - | -------------------- | ------ | ----------- | ----------- | ---------- | ---------- | ---------- | ---- | ---- | ----- |
| 1 | Ludwig / Walkenhorst | 6      | 3           | 0           | 149        | 138        | 1,080      | 6    | 2    | 3,000 |
| 2 | Lahti / Parkkinen    | 5      | 2           | 1           | 151        | 146        | 1,034      | 5    | 3    | 1,667 |
| 3 | Motritsj / Cholomina | 4      | 1           | 2           | 131        | 130        | 1,008      | 3    | 4    | 0,750 |
| 4 | Jupiter / Lusson     | 3      | 0           | 3           | 118        | 135        | 0,874      | 1    | 6    | 0,167 |

| Datum       |                      | Score |                      | Set 1   | Set 2   | Set 3   |
| ----------- | -------------------- | ----- | -------------------- | ------- | ------- | ------- |
| 16 augustus | Ludwig / Walkenhorst | 2 – 0 | Jupiter / Lusson     | 21 – 18 | 21 – 18 |         |
| 16 augustus | Lahti / Parkkinen    | 2 – 0 | Motritsj / Cholomina | 25 – 23 | 21 – 18 |         |
| 17 augustus | Ludwig / Walkenhorst | 2 – 1 | Motritsj / Cholomina | 21 – 18 | 14 – 21 | 15 – 9  |
| 17 augustus | Lahti / Parkkinen    | 2 – 1 | Jupiter / Lusson     | 21 – 17 | 15 – 21 | 15 – 10 |
| 17 augustus | Ludwig / Walkenhorst | 2 – 1 | Lahti / Parkkinen    | 23 – 21 | 19 – 21 | 15 – 12 |
| 17 augustus | Motritsj / Cholomina | 2 – 0 | Jupiter / Lusson     | 21 – 18 | 21 – 16 |         |

### Groep H
| # | Ploeg                     | Punten | Wedstrijden | Wedstrijden | Spelpunten | Spelpunten | Spelpunten | Sets | Sets | Sets  |
| # | Ploeg                     | Punten | W           | V           | W          | V          | Ratio      | W    | V    | Ratio |
| - | ------------------------- | ------ | ----------- | ----------- | ---------- | ---------- | ---------- | ---- | ---- | ----- |
| 1 | Graudina / Kravčenoka     | 6      | 3           | 0           | 129        | 106        | 1,217      | 6    | 0    | MAX   |
| 2 | Kołosińska / Gruszczyńska | 5      | 2           | 1           | 122        | 97         | 1,258      | 4    | 2    | 2,000 |
| 3 | Glenzke / Großner         | 4      | 1           | 2           | 125        | 139        | 0,899      | 2    | 5    | 0,400 |
| 4 | Plesiutschnig / Strauss   | 3      | 0           | 3           | 106        | 140        | 0,757      | 1    | 6    | 0,167 |

| Datum       |                           | Score |                           | Set 1   | Set 2   | Set 3   |
| ----------- | ------------------------- | ----- | ------------------------- | ------- | ------- | ------- |
| 16 augustus | Graudina / Kravčenoka     | 2 – 0 | Plesiutschnig / Strauss   | 21 – 13 | 21 – 17 |         |
| 16 augustus | Glenzke / Großner         | 0 – 2 | Kołosińska / Gruszczyńska | 16 – 21 | 15 – 21 |         |
| 17 augustus | Graudina / Kravčenoka     | 2 – 0 | Kołosińska / Gruszczyńska | 21 – 19 | 21 – 19 |         |
| 17 augustus | Glenzke / Großner         | 2 – 1 | Plesiutschnig / Strauss   | 18 – 21 | 23 – 21 | 15 – 10 |
| 17 augustus | Graudina / Kravčenoka     | 2 – 0 | Glenzke / Großner         | 21 – 16 | 24 – 22 |         |
| 17 augustus | Kołosińska / Gruszczyńska | 2 – 0 | Plesiutschnig / Strauss   | 21 – 9  | 21 – 15 |         |

## Knockoutfase

### Tussenronde
| Datum       | Wedstrijd | Team 1                    | Score | Team 2                     | Set 1   | Set 2   | Set 3 |
| ----------- | --------- | ------------------------- | ----- | -------------------------- | ------- | ------- | ----- |
| 18 augustus | 1         | Meppelink / van Gestel    | 2 – 0 | Motritsj / Cholomina       | 21 – 19 | 21 – 18 |       |
| 18 augustus | 2         | Elsa / Soria              | 2 – 0 | Machno / Machno            | 21 – 17 | 21 – 19 |       |
| 18 augustus | 3         | Betschart / Hüberli       | 2 – 0 | Abalakina / Dabisja        | 21 – 12 | 21 – 15 |       |
| 18 augustus | 4         | Lahti / Parkkinen         | 2 – 0 | Lunde / Ulseveth           | 21 – 12 | 24 – 22 |       |
| 18 augustus | 5         | Birlova / Makrogoezova    | 2 – 0 | Dumbauskaitė / Povilaitytė | 21 – 14 | 24 – 22 |       |
| 18 augustus | 6         | Kołosińska / Gruszczyńska | 2 – 0 | Driessen / Meertens        | 21 – 6  | 21 – 17 |       |
| 18 augustus | 7         | Sinnema / Stubbe          | 2 – 0 | Davidova / Sjypkova        | 21 – 19 | 21 – 13 |       |
| 18 augustus | 8         | Bieneck / Schneider       | 0 – 2 | Glenzke / Großner          | 22 – 24 | 16 – 21 |       |